# Rafaelia
Rafaelia is een vliegengeslacht uit de familie van de dambordvliegen (Sarcophagidae).

## Soorten
- R. ampulla (Aldrich, 1916)
- R. rufiventris Townsend, 1917
- R. sissyra (Dodge, 1967)
- R. texana (Aldrich, 1916)
- R. vernilis (Reinhard, 1947)